# Nueva Helvecia
Nueva Helvecia jest urugwajskim miastem leżącym w departamencie Colonia, 120 km na wschód od stolicy państwa Montevideo. Według spisu z roku 2004 miasto liczyło 10 002 mieszkańców. Miejscowość założona została w 1861 roku przez imigrantów z Europy, głównie ze Szwajcarii.